# 계산사회과학
계산사회과학(Computational social science)은 사회과학에 대한 계산적 접근 방식을 다루는 학제 간 학술 분야이다. 이는 컴퓨터를 사용하여 사회 현상을 모델링, 시뮬레이션 및 분석하는 것을 의미한다. 이는 계산경제학, 전산사회학, 계산 미디어 분석, 클리오다이내믹스, 컬투로믹스, 비영리 연구 등의 분야에 적용되었다. 데이터 사이언스 접근 방식(기계 학습 또는 규칙 기반 분석 등), 네트워크 분석, 사회 시뮬레이션 및 대화형 시스템을 사용한 연구를 통해 사회 및 행동 관계와 상호 작용을 조사하는 데 중점을 둔다.

## 정의
서로 관련된 두 가지 용어가 있다: 사회과학 컴퓨팅(SSC)과 계산사회과학(CSS). 문헌에서 CSS는 사회 현상을 연구하는 데 계산적 접근 방식을 사용하는 사회과학 분야를 의미한다. 반면에 SSC는 사회 현상 설명을 돕기 위해 계산 방법론이 생성되는 분야이다.
계산사회과학은 과학적 방법의 두 가지 근본적인 축, 즉 빅 데이터를 통한 실증적 연구를 혁신한다. 특히 온라인 사회 활동을 통해 남겨진 디지털 발자국을 분석하고, 과학 이론은 사회 시뮬레이션을 통한 컴퓨터 시뮬레이션 모델 구축을 통해 혁신한다. 이는 고급 정보 기술을 통한 정보 처리에 중점을 둔 사회 조사의 다학제적 통합 접근 방식이다. 계산 작업에는 사회 연결망, 사회 지리 시스템, 소셜 미디어 콘텐츠 및 전통 미디어 콘텐츠의 분석이 포함된다.
계산사회과학 작업은 현재 여러 학제 간 프로젝트에서 구축 및 유지 관리하고 있는 대규모 데이터베이스의 가용성 증가에 점차 의존하고 있다. 여기에는 다음이 포함된다.
- 세샤트: 글로벌 역사 데이터뱅크(Seshat: Global History Databank)는 인간 집단의 정치 및 사회 조직과 시간이 지남에 따라 사회가 어떻게 진화했는지에 대한 최신 설명을 권위 있는 데이터뱅크로 체계적으로 수집한다.[6] 세샤트는 "진화 과학을 사용하여 실제 문제를 해결"하는 비영리 싱크탱크인 진화 연구소(Evolution Institute)와도 제휴하고 있다.
- D-PLACE: 장소, 언어, 문화 및 환경 데이터베이스로, 1,400개 이상의 인간 사회 구성체에 대한 데이터를 제공한다.[7]
- 피터 N. 페레그린이 만든 고고학 데이터베이스인 문화 진화 아틀라스(Atlas of Cultural Evolution)[8][9]
- CHIA: 역사 분석을 위한 협업 정보(Collaborative Information for Historical Analysis)는 피츠버그 대학교에서 주최하는 다학제적 협업 노력으로, 역사 정보를 보관하고 전 세계의 데이터와 학술/연구 기관을 연결하는 것을 목표로 한다.[10]
- 국제 사회사 연구소(International Institute of Social History)는 노동 관계, 노동자 및 노동의 글로벌 사회사에 대한 데이터를 수집한다.[11]
- 인간 관계 지역 파일 eHRAF 고고학[12]
- 인간 관계 지역 파일 eHRAF 세계 문화[13]
- Clio-Infra는 1800년부터 현재까지 전 세계 사회 표본의 경제 성과 및 기타 사회 복지 측면을 측정하는 데이터베이스
- 구글 N그램 뷰어, 인간 지식의 가장 큰 온라인 본문인 구글 도서 코퍼스에서 발견되는 연간 N그램 수를 사용하여 쉼표로 구분된 검색 문자열 집합의 빈도를 차트로 나타내는 온라인 검색 엔진.
- 펜실베이니아 대학교에서 주최하는 대학, 기업 및 정부 연구실의 공개 컨소시엄인 언어 데이터 컨소시엄. 이 컨소시엄은 언어학 연구 및 개발 목적을 위한 음성 및 텍스트 데이터베이스, 어휘집 및 기타 자료를 생성, 수집 및 배포한다.

방대한 양의 역사 신문 및 도서 콘텐츠 분석은 2017년에 개척되었으며, 유사한 데이터에 대한 다른 연구에서는 역사 신문에서 주기적 구조를 자동으로 발견할 수 있음을 보여주었다. 비슷한 분석이 소셜 미디어에서도 수행되었으며, 다시 강력한 주기적 구조가 드러났다.

## 접근 방식
학제 간 분야로서 학자들은 다양한 기존 분야에서 온다. 그러나 이 분야가 전통적인 학문적 경계를 넘어 지식을 통합해야 한다는 공통된 정신이 있는 것으로 보인다. 그러나 넬리마르카는 계산사회과학에 대한 다섯 가지 뚜렷한 원형적 접근 방식을 제안한다.
- 데이터 중심 접근 방식은 소셜 미디어 또는 스마트폰의 데이터를 포함하여 새로운 유형의 데이터 소스에 대한 접근을 통해 계산사회과학을 인식한다.
- 방법 중심 접근 방식은 계산사회과학의 핵심 영역으로 새로운 방법과 방법론적 엄격성을 강조한다.
- 모델 중심 접근 방식은 모델 구축과 사회에서 인간 행동을 지배하는 보편적인 법칙을 찾는 데 중점을 둔다. 예를 들어 사회 시뮬레이션 또는 사회 물리학이 있다.
- 디지털 사회 중심 접근 방식, 계산사회과학자들이 알고리즘 편향과 같이 알고리즘 사회에서 발생하는 문제를 해결하고자 한다.
- 사회 이론 관점, 계산 방법의 목적이 사회 이론을 발전시키는 것, 즉 현재 이론에 대한 증거를 찾거나 우리 사회를 이해하기 위한 대안적 개념화를 제안하는 데 도움이 되는 것.

전반적으로 계산사회과학은 다양한 학문적 활동이다. 특히 컴퓨터 과학에서 이 학문을 하나로 묶는 것으로 보이는 일부 학술 연구가 있지만, 그 외에는 더 다양한 커뮤니티가 있다.

## 학술 출판 경로
계산사회과학 논문은 New Media & Society, Social Science Computer Review, PNAS, Political Communication, EPJ Data Science, PLOS ONE, Sociological Methods & Research 및 사이언스와 같은 여러 저널에 게재된다.
그러나 계산사회과학에만 초점을 맞춘 몇몇 학술지가 있다.
- 국제 계산사회과학 회의 IC2S2
- 계산사회과학 저널
- 스프링거 계산사회과학 도서 시리즈

## 같이 보기
- 계산 인지학
- 계산 정치학
- 전산사회학
- 계산통계학
- 사회 물리학
- 클리오다이내믹스
- 디지털 인문학
- 디지털 사회학
- 온라인 콘텐츠 분석
- 예측 분석
- 사회 정보학
- 소셜 웹
- 사회 연결망 분석